# Trattato delle Svalbard
Il trattato delle Svalbard, o delle Spitzberg (come all'epoca erano note le isole dell'arcipelago) (in lingua norvegese Traktat angående Spitsbergen o Svalbardtraktaten) è un trattato internazionale firmato il 9 febbraio 1920 riguardante le isole Svalbard.
Il trattato nasce a seguito di una lunga disputa legale sulla giurisdizione internazionale delle isole Svalbard (a lungo disabitate e utilizzate unicamente come base per la caccia alla balena). Il trattato riconosce alla Norvegia la sovranità, ma tale sovranità è soggetta ad una serie di restrizioni, che fanno sì che non tutte le leggi norvegesi possano esservi applicate. In particolare il trattato stabilisce limitazione militari dell'arcipelago e concede a tutti i Paesi firmatari di avviare attività commerciali nell'arcipelago posto nel cuore dell'artico.
Inizialmente, al momento della stipula il 9 febbraio 1920, i Paesi firmatari erano quattordici: Norvegia, Stati Uniti d'America, Danimarca, Francia, Italia, Giappone, Paesi Bassi, Gran Bretagna e Irlanda (con i 'dominions' Australia, Canada, Nuova Zelanda, Sudafrica e India), Svezia. Ad essi, molti altri si sono poi aggiunti, fino al numero attuale di quarantasei.
In virtù del diritto di sfruttamento delle risorse presenti in questo arcipelago, le miniere di carbone presenti sulle Svalbard (intorno alla cittadina di Barentsburg) sono state sfruttate da minatori provenienti dall'Unione Sovietica e in seguito dalla Russia.